# 521年
| 千纪： | 1千纪                                                                                           |
| 世纪： | 5世纪 \| 6世纪 \| 7世纪                                                                         |
| 年代： | 490年代 \| 500年代 \| 510年代 \| 520年代 \| 530年代 \| 540年代 \| 550年代                       |
| 年份： | 516年 \| 517年 \| 518年 \| 519年 \| 520年 \| 521年 \| 522年 \| 523年 \| 524年 \| 525年 \| 526年 |
| 纪年： | 辛丑年（牛年）；北魏正光二年；南朝梁普通二年；高昌义熙十二年                                    |

## 出生
- 高澄，北齐世宗
- 源彪，北朝大臣
- 皮景和，北齐大臣
- 崇峻天皇，日本天皇
- 查理贝尔特一世，法兰克王国墨洛温王朝的国王
- 聖高隆，愛爾蘭蓋爾族天主教僧侶

## 逝世
- 崔亮，北魏大臣。
- 穆纂，北魏大臣。
- 奚康生，北魏军事人物
- 刘辉，北魏大臣，宋文帝曾孙
- 司马显姿，魏宣武帝贵嫔
- 何遠，南朝梁大臣。
- 王峻，南朝梁大臣。
- 周興嗣，南朝梁大臣，《千字文》作者
- 劉孝標，南朝梁文学家
- 俟力发示发，柔然贵族